# Cutting down the nets

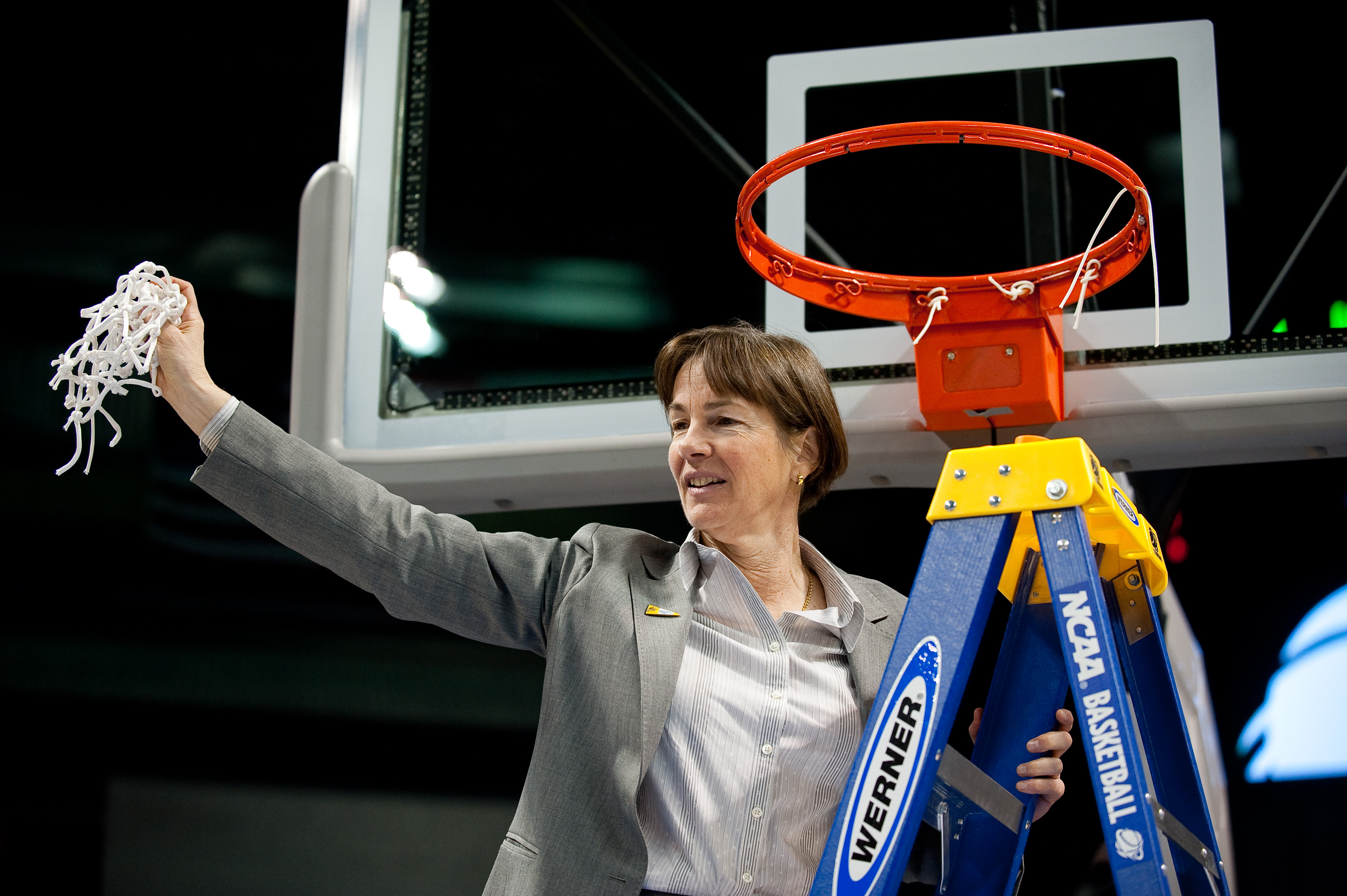
Tara VanDerveer, Trainerin an der Stanford University, beim Netzeabschneiden nach dem Sieg ihrer Mannschaft in der NCAA-Regionalmeisterschaft 2011

Cutting down the nets, deutsch Abschneiden der Netze, ist eine im Basketball vor allem in den Vereinigten Staaten im Schul- und Hochschulsport verbreitete Tradition, bei der die Mitglieder der siegreichen Mannschaft nach einem bedeutenden Spiel, in der Regel einem Meisterschaftsfinale, die Netze der Basketballkörbe abschneiden. Die Spieler und Trainer der Mannschaft behalten dann Stücke der Netze als persönliche Erinnerung an ihren Erfolg, weitere Teile der Netze werden darüber hinaus oft auch in der Trophäensammlung des jeweiligen Teams ausgestellt.
Die Entstehung dieser Tradition lässt sich zurückverfolgen zu Everett Case, der in den 1920er Jahren als Highschool-Trainer im US-Bundesstaat Indiana auf diese Weise den Gewinn mehrerer Staatsmeisterschaften feierte. Als Trainer an der North Carolina State University praktizierte er das Abschneiden der Netze ab 1947 dann auch im Bereich des College Basketballs. Dort hat es sich seitdem zu einem festen Bestandteil der Feierlichkeiten nach dem Gewinn von Conference-, Regional- und Landesmeisterschaften entwickelt.
Während anfangs das Netzeabschneiden improvisiert stattfand und die Spieler sich und die Trainer auf ihren Schultern zum Korb hochhoben, setzte sich später aus Sicherheitsgründen ein formalisierter Ablauf unter Verwendung einer Leiter durch. Hinsichtlich der Reihenfolge hat sich etabliert, dass sich zunächst die Spieler der Jahrgangsjüngsten (Freshmen) bis zu denen der höchsten Jahrgangsstufe (Seniors) sowie anschließend in der Regel die Mannschaftskapitäne ein Stück vom Netz abschneiden und zum Abschluss der Cheftrainer den Rest des Netzes vom Korb abtrennt. Von dieser Reihenfolge wird gelegentlich abgewichen, um beispielsweise herausragende Spieler zu würdigen.
Im Bereich der National Collegiate Athletic Association (NCAA), der für den größten Teil des Hochschulsports in den USA zuständigen Sportorganisation, stellt der Leiterhersteller Werner Co. als offizieller Lieferant eine speziell für diese Zeremonie entwickelte Stehleiter zur Verfügung, die an die Höhe eines Basketballkorbs angepasst ist und unter anderem über eine Sicherung zur Fixierung der Schere verfügt. Die Firma Fiskars Corporation ist exklusiver Lieferant der bei NCAA-Meisterschaften zum Abschneiden der Netze genutzten Scheren. Sowohl die Scheren als auch die Leitern werden den Siegermannschaften überlassen und von diesen in der Regel für wohltätige Zwecke versteigert.